# Alectryon
Cet article concerne Alectryon dans la mythologie grecque. Pour la plante, voir Alectryon (genre).

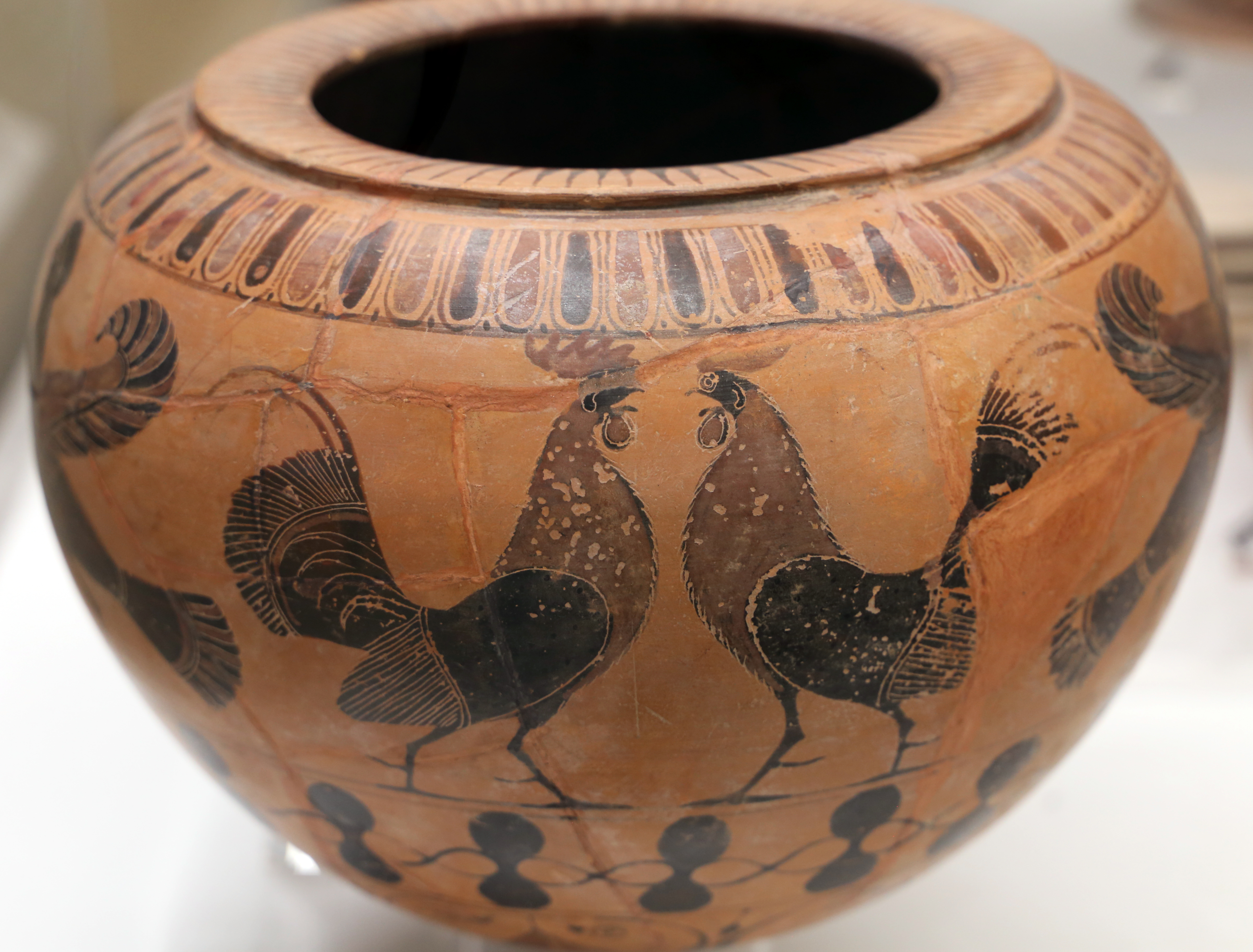
Céramique à figures noires représentant 2 coqs.

Dans la mythologie grecque, Alectryon (en grec ancien Αλεκτρυών / Alektryốn, littéralement « coq ») est un éphèbe — son nom chez Lucien de Samosate, est une métaphore.

## Mythe
Une nuit, alors qu'Aphrodite trompait son mari (Héphaïstos) avec Arès, ce dernier demanda à Alectryon de faire le guet et de le prévenir de l'arrivée du jour. Alectryon s'assoupit et Hélios (le Soleil) entra dans la chambre des amants. Hélios raconta tout à Héphaistos et Arès punit Alectryon en le changeant en coq afin qu'il n'oublie plus jamais d'annoncer le matin.